# Aurèle Vandendriessche
Aurèle Vandendriessche   (Anzegem, 4 de juliol de 1932 - Waregem, 17 d'octubre de 2023) va ser un atleta belga especialista en curses de fons que va competir durant les dècades del 1950 i 1960.
En el seu palmarès destaquen dues medalles de plata en la marató del Campionat d'Europa d'atletisme, el 1962 i el 1966, el campionat de Bèlgica de marató de 1956, 1957, 1959 i 1961 a 1964, els 30 km el 1960 i els 10.000 metres el 1961. També guanyà la marató de Boston de 1963 i 1964. Durant la seva carrera esportiva va prendre part en tres edicions dels Jocs Olímpics d'Estiu, el 1956, 1960i 1964, en què destaca la setena posició aconseguida en la marató de 1964.
Va millorar nombroses vegades el rècord de Bèlgica de l'hora (19.579 metres el 25 de maig de 1960), dels 20 km (1h04'17" el 4 de novembre de 1963), dels 25 km (1h18'54" el 9 d'abril de 1966) i de la marató (2h18'42,6" el 21 d'octubre de 1964).

## Millors marques
- Marató: 2h17'44" (1965)[5][8]